# Dasymetopa lutulenta
Dasymetopa lutulenta é uma espécie de mosca ulita ou do tipo foto-asa do gênero Dasymetopa, da família Ulidiidae.
A Dasymetopa lutulenta foi descrita pela primeira vez em 1868, por Loew.